# Pär Öberg
Pär Olof Öberg, född 28 juli 1971 i Eriksfälts församling, Malmöhus län, är en svensk politiker, presstalesman, juridisk rådgivare och företrädare för den nynazistiska organisationen Nordiska motståndsrörelsen (NMR), där han ingår i riksrådet. På 1990-talet var han aktiv inom den numera nedlagda organisationen Riksfronten. Han blev vid valet 2014 invald i Ludvika kommuns kommunfullmäktige på ett mandat för Sverigedemokraterna (SD).
I sin roll som presstalesman för Nordiska motståndsrörelsen har Öberg bland annat yttrat sig kring våldet mot antirasistiska demonstranter i Kärrtorp 2013 och förnekat att Förintelsen har ägt rum.

## Kommunpolitiker i Ludvika
Trots att Öberg inte var medlem i Sverigedemokraterna blev han invald i kommunfullmäktige i Ludvika för SD. SD hade fem kandidater i kommunfullmäktige valet i Ludvika 2014, men fick sju mandat. Därför räckte 18 SD-valsedlar med namnet ”Pär Öberg” skrivet för hand för att ge Öberg en av platserna i fullmäktige. I denna roll har Öberg mest profilerat sig i frågan om byskolornas bevarande.
Hans tid i kommunfullmäktige blev turbulent och Sverigedemokraterna försökte förmå honom att lämna uppdraget. Öberg blev inte omvald 2018.